# HD 62897
HD 62897，又名CP-57 1305，SAO 235440、HR 3012，是一颗恒星，视星等为6.21，位于銀經270.57，銀緯-16.46，其B1900.0坐标为赤經7h 41m 0.2s，赤緯-57° -16.46′ 29″。